# Órgano de la Sala de conciertos de la Biblioteca Luis Ángel Arango

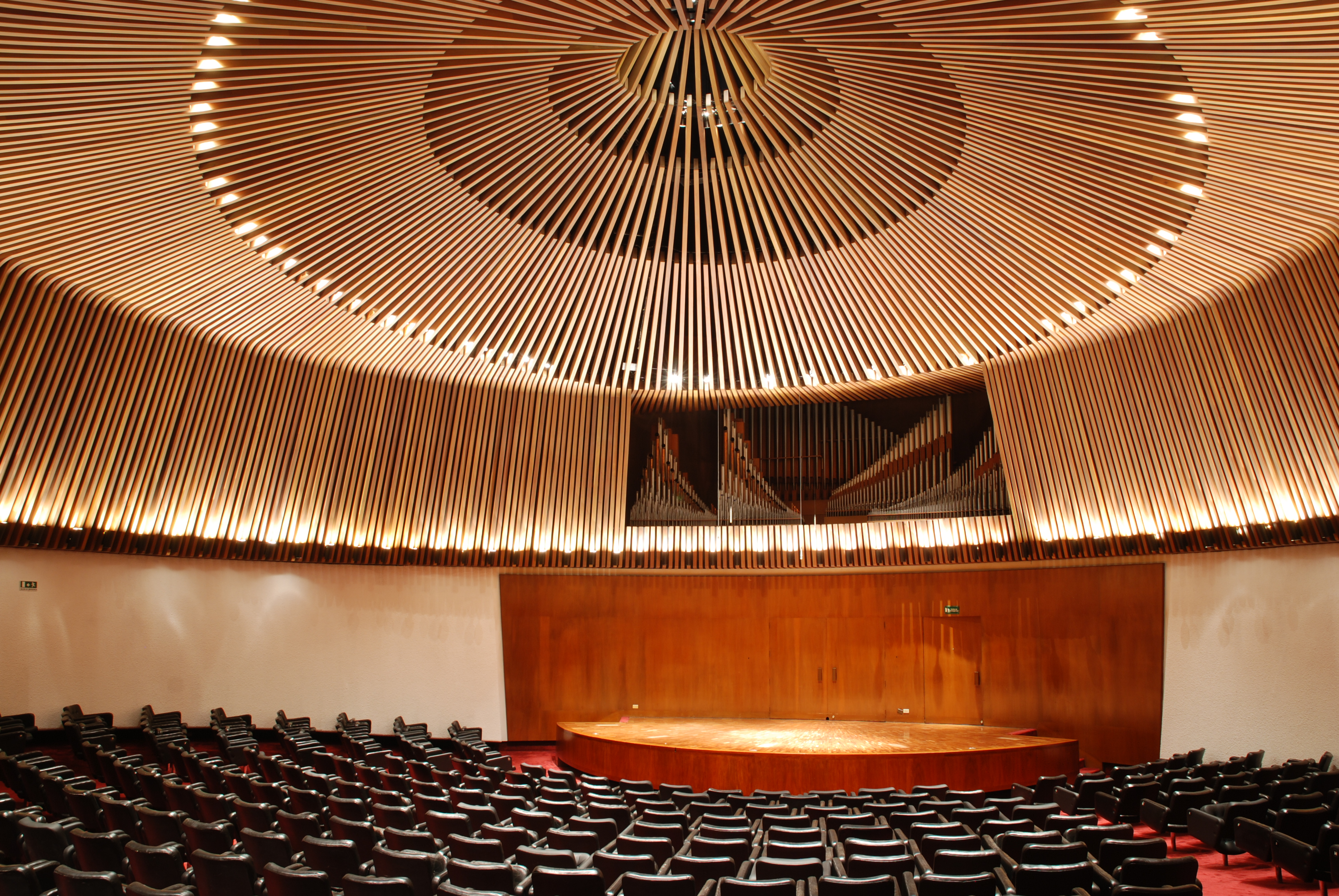
Sala de Conciertos de la Biblioteca Luis Ángel. Al fondo, sobre el escenario, se observa el órgano tubular, sus flautas están a la vista del público

El órgano de la Sala de conciertos de la Biblioteca Luis Ángel Arango es el órgano tubular de dicha sala de conciertos, ubicado en el complejo cultural de la Biblioteca Luis Ángel Arango en la ciudad de Bogotá, Colombia. El sistema actual del instrumento es de 33 juegos o registros, una consola con tres teclados manuales y un teclado que se toca con los pies (pedalero). El instrumento fue construido en 1962, una parte fue fabricada en Colombia por el organero alemán Oskar Binder y otra en Alemania por la casa organera Walcker Orgelbau en la ciudad de Ludwigsburg, quedando registrado con el Opus 4442 de dicha empresa alemana.
La Sala de Conciertos de la Biblioteca Luis Ángel Arango es el principal escenario colombiano para la música de cámara, tiene una excelente acústica, es de forma ovalada, su escenario tiene capacidad para 15 músicos y cuenta con capacidad para 367 espectadores. La Sala es el único recinto para conciertos que tiene un órgano tubular en Colombia, pues la mayoría de dichos instrumentos se encuentran en templos católicos, gracias a este detalle la Sala ha contribuido de forma importante a promover el repertorio para dicho instrumento más allá del recinto eclesiástico.

## Historia
En la década de los 60, la biblioteca Luis Ángel Arango decide realizar la primera ampliación de sus instalaciones para satisfacer la demanda de los usuarios.
Entre las nuevas áreas se incluyó la construcción de la Sala de Conciertos y la encargada de diseñar y construir dicho espacio fue la firma Esguerra Sáenz Urdaneta Samper & Cía. Para dicho recinto se pensó que contara con un órgano tubular, por lo cual, la firma constructora se pone en contacto con el organero alemán Oskar Binder residente en Colombia, representante exclusivo para el país de la casa organera E. F. Walcker & Cie. Exactamente le solicitan un estudio sobre un órgano tubular para la futura sala.
Atendiendo la solicitud, Binder procedió a realizar el citado estudio de acuerdo con el tamaño y con la acústica de la sala, el cual fue difícil de terminar, ya que faltaba la parte de madera del cielo raso y otros elementos del acabado. El organero proyectó un órgano mediano de 33 juegos reales, repartidos sobre tres manuales y el pedalero. Finalmente, el instrumento es elaborado en 1962 por Oskar Binder y la casa E. F. Walcker, registrado con el Opus 4442 y fue instalado en 1965. Las flautas de madera fueron en su totalidad construidas por Binder con maderas colombianas.
El montaje, la "entonación" y la afinación del órgano de la Biblioteca Sala de Conciertos tuvo una duración de 105 días. El 25 de febrero de 1966, en la inauguración de la sala, el órgano tubular fue tocado por primera vez por el organista estadounidense Carl Weinrich, quien interpretó la Obertura de inauguración, del compositor colombiano Fabio González Zuleta, la cual fue encargada por el Banco de la República especialmente para esa ocasión. También interpretó la Sonata en fa menor, Op. 65 N. 1 de Felix Mendelssohn; la Sonata N. 1 en mi bemol menor de Paul Hindemith; Noel de Louis-Claude Daquin; Fantasía en fa menor (K 608) de Mozart y el Concierto para órgano y fanfarria de Norman Loowood.
En agosto de 2009, aprovechando la excelente acústica de la Sala, se realizó la producción profesional de un disco con el órgano, titulado “Cita con el órgano”, en el que participaron los organistas: Cristian Schmitt (Alemania), Pascal Marsault (Francia) y Leidy Katheryne Ramírez (Colombia). En el disco se incluyeron obras de J. S. Bach, F. Couperin, D. Buxtehude, F. Mendelssohn, G. Pierné, E. Gigout, C. Widor, junto a obras de Mauricio Nasi y de Uribe Holguín (adaptación de Cristian Schmitt). La producción del disco estuvo acargo del Banco de la República, Embajada de la República de Alemania en Colombia, Embajada de Francia en Colombia, Alianza Colombo Francesa de Bogotá y Goethe Institut Kolumbien.

## Características

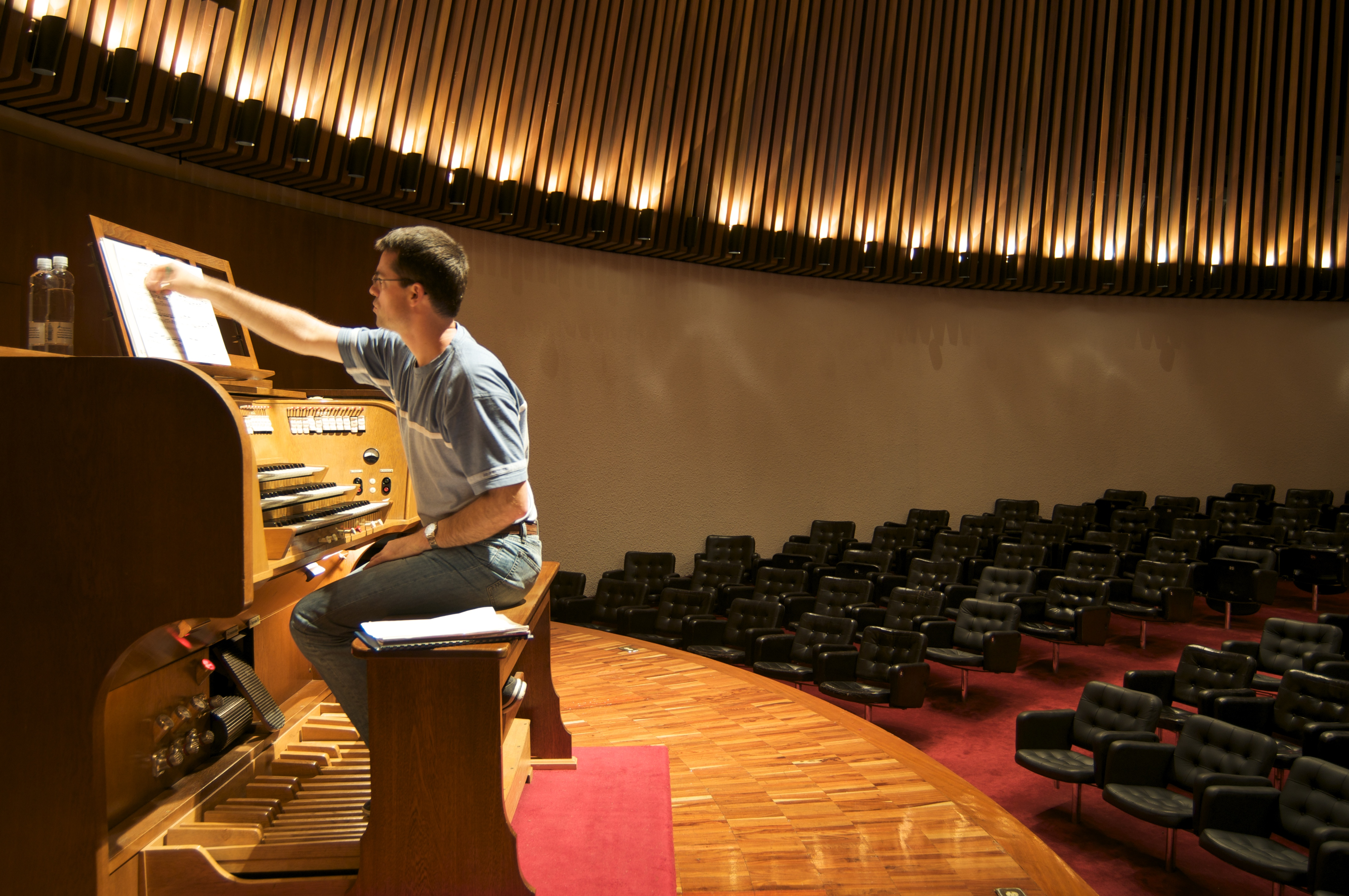
Organista practicando en la consola del órgano. Los juegos o registros (sonidos) se manejan desde la consola por medio de las teclas de los cuatro teclados, tres manuales y el pedalero. Encima de los manuales se encuentran los controles de los registros marcados con los nombres de cada uno, los cuales se puede activar y desactivar; además están los acoples que se pueden enganchar y así duplicar los acordes y acoplar los teclados el uno al otro. Con estas ayudas el organista puede combinar los registros a su gusto y como lo ha concebido el compositor en sus obras.

Técnicamente, el órgano E.F. Walcker, Opus 4442, es del tipo electroneumático, es decir que las órdenes que se generan en los teclados y que luego son enviadas a las válvulas que accionan es de naturaleza eléctrica (en su primera etapa) y neumática (en su última etapa). Se compone de 33 juegos o registros (sonidos) repartidos en tres teclados manuales cada uno con 61 notas y un teclado que se toca con los pies (pedalero) de 30 notas, que sirve para los bajos graves. Todos los teclados están dispuestos en una consola eléctrica, la cual se puede desplazar por el escenario para los recitales con el instrumento.
Estos teclados hacen sonar un total de 2.436 flautas de variada longitud, calibre y material, las cuales se encuentra sobre el escenario y están a la vista del público. La flauta más grande mide 5,25 m de largo, y 0,28 x 0,25 m de ancho. Estas flautas grandes son de madera. Las más pequeñas cuentan con 7 milímetros de largo por 5 milímetros de diámetro y son de metal. Las flautas de madera, las grandes, en gran parte las de pedal, son de madera de cedro del Caquetá, también hay una de madera de comino real de los Andes y otras de madera de caoba del Carare. Es apreciable la diferencia del sonido entre las diversas maderas, unas cuentan con un timbre más redondo, otras uno más hueco o más claro. En las flautas de metal, el sonido depende de la aleación en estaño y plomo. Las que son casi puras de estaño cuentan con un timbre bien brillante, las aleaciones con más plomo su sonido es mucho más suave. En sí, el órgano es una orquesta con instrumentos como trompetas, oboes, ocarinas, flautas entre otros.
El aire para hacer sonar todas estas flautas se produce por medio de un ventilador acoplado a un motor eléctrico de tres caballos, con doble eje y acoplado a dos turbinas que dan aproximadamente 48 metros cúbicos de aire por minuto y una presión de 20 libras. Este ventilador llena cuatro grandes fuelles de 1,8 x 1,2 x 0,7 metros con aire. Estos fuelles regulan la cantidad y la presión para que el órgano no suene desafinado. Además, estos fuelles son de madera de cedro y los pliegues están forrados en cuero. Tono de afinación: 440 Hz 

## Disposición
A continuación se enlista la disposición de registros del órgano.
| I Manual Do-do '''' 61 notas |                      |                      |  |
| 1.                           | Bordón               | 16'                  |  |
| 2.                           | Principal            | 08'                  |  |
| 3.                           | Corno de gamo        | 08'                  |  |
| 4.                           | Octava               | 04'                  |  |
| 5.                           | Fl. de caña          | 04'                  |  |
| 6.                           | Nazardo              | 02 2⁄3'              |  |
| 7.                           | Fl. de bosque        | 02'                  |  |
| 8.                           | Gran lleno06 hileras | Gran lleno06 hileras |  |
| 9.                           | Trompeta             | 08'                  |  |

| II Manual Do-do '''' 61 notas |                |                 |
| 10.                           | Violon         | 08'             |
| 11.                           | Viola di gamba | 08'             |
| 12.                           | Principal      | 04'             |
| 13.                           | Blockflote     | 04'             |
| 14.                           | Flautino       | 02'             |
| 15.                           | Tercian        | 1 3⁄5' y 1 1⁄3' |
| 16.                           | Schalmei       | 08'             |
|                               | Trémolo II     |                 |

| III Manual Do-do '''' 61 notas |                     |                     |
| 17.                            | Diapasón            | 8'                  |
| 18.                            | Fl. Tapada          | 8'                  |
| 19.                            | Salicional          | 8'                  |
| 20.                            | Prestant            | 4'                  |
| 21.                            | Ocarina             | 4'                  |
| 22.                            | Octaviante          | 2'                  |
| 23.                            | Fl. de Bach         | 2'                  |
| 24.                            | Fl. aguda           | 1'                  |
| 25.                            | Címbalo04-6 hileras | Címbalo04-6 hileras |
| 26.                            | Oboe                | 8'                  |
|                                | Trémolo III         |                     |

| Pedal Do-Fa' 30 notas |                |     |
| 27.                   | Contrabajo     | 16' |
| 28.                   | Subbajo        | 16' |
| 29.                   | Octava         | 08' |
| 30.                   | Tapado         | 08' |
| 31.                   | Coral bajo     | 04' |
| 32.                   | Corno de noche | 02' |
| 33.                   | Bombarda       | 16' |

La numeración no se corresponde con el orden del instrumento.
- Acoples: II/I, III/I, III/II, I/Ped., II/Ped., III/Ped., Super I, Super II/I, Sub II/I, Super II, Sub II, Super III/I, Sub III/I, Super III, Sub III.

- Ayudas: Combinación libre 1, Combinación libre 2, Piano, Forte, Tutti, Pianopedal automático, Crescendo, Expresión (Schweller) III.